# Az-Zeeb

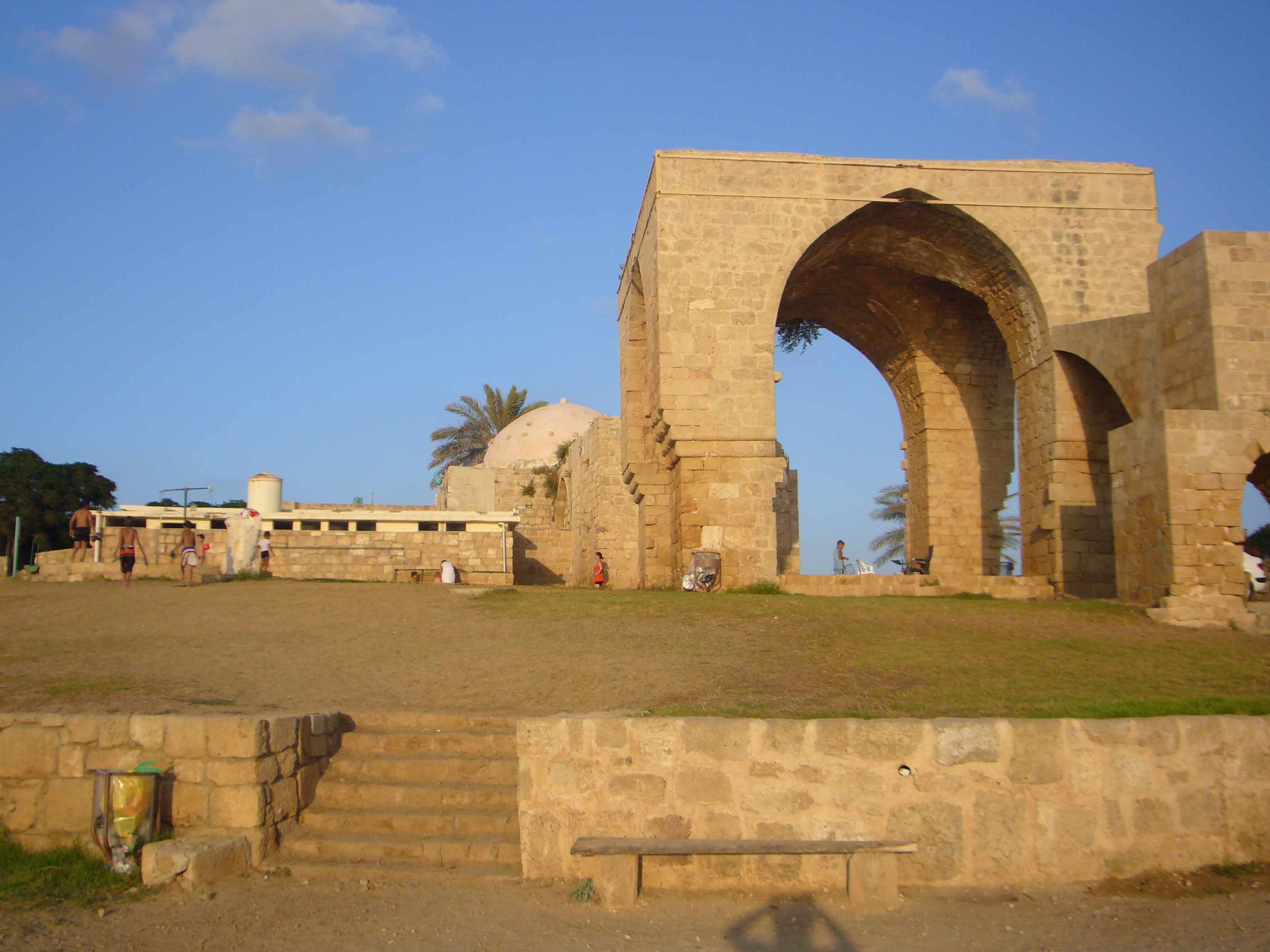
Ruinen

Az-Zeeb (arabisch الزيب al-Zīb) war eine Ortschaft im Osmanischen Reich, zuletzt in dessen libanesischem Vilâyet Beirut und ab 1918 im Mandatsgebiet Palästina. Zur Mandatszeit lebten hier 2.000 Menschen. Der Ort liegt seit 1948 wüst, nachdem seine Bewohner 1948 flohen. 
Die heutige Wüstung zwischen den Mündungen von Wadi al-Qarn und Wādī al-Saʿālīk (arabisch وَادِي السَّعَالِيك; hebräisch Nachal Schaʿal) geht auf das antike Achsiv zurück, das in der Kreuzzugszeit die Kreuzfahrerburg Casal Imbert besetzte. Aus deren Überresten entwickelte sich das Dorf az-Zīb. 
Eine Anschlagsserie namens Nacht der Brücken (לֵיל הַגְּשָׁרִים Lejl haGscharīm, 16./17. Juni 1946) des Palmach gegen elf Verkehrswege in die Nachbarstaaten des Mandatsgebiets, galt auch zwei Brücken über den Wadi al-Qarn unweit seiner Mündung in az-Zeeb (heute Achsiv). Die al-Zīb-Brücke der Bahnstrecke Haifa–Beirut–Tripoli und die Straßenbrücke der Küstenstraße (heute Kvisch ). Britische Wachen wehrten den Anschlag im Schusswechsel ab, wobei der Palmach einen Briten erschoss, während die Briten den mitgeführten Sprengstoff des Palmach trafen, dessen Explosion dann 13 Palmachniks in den Tod riss und die Brücke schwer beschädigte. Die Straßenbrücke blieb stehen. 
Im Verlauf des Bürgerkriegs im Mandatsgebiet zwischen arabischen und jüdischen Palästinensern flohen die arabischen Einwohner az-Zeebs in den nahen Libanon, bevor die Hagannah im Rahmen der militärischen Operation Ben-ʿAmmi (13.–20. Mai 1948; benannt nach dem im März beim Überfall auf den Jechiʿam-Konvoi in al-Kabri getöteten Konvoi-Kommandeur Ben-ʿAmmi Paechter) am 14. Mai den Ort am Meer und weite Teile der Küstenebene einnahm. Mit Ausnahme der Moschee und des Hauses des Dorfoberen ließen israelische Behörden später die Baulichkeiten niederwalzen.
1970 zog Eli Avivi hierhin. 1971 entstand hier das Projekt Achsivland.